# Città di Catania
Le Città di Catania était un paquebot italien et un croiseur auxiliaire de la Regia Marina.

## Historique

### Premières années
Construit entre 1909 et 1910 et immatriculé sous le numéro de série 43 au registre maritime de Palerme, le Città di Catania faisait partie d’une série de quatre navires à vapeur rapides commandés par les chemins de fer de l'État. Depuis la construction du navire, il était prévu dans les plans de la Regia Marina qu’en cas de guerre, les quatre navires seraient réquisitionnés, armés et utilisés comme croiseurs auxiliaires.
Pour cette raison, en 1911-1912, le navire, réquisitionné et armé comme croiseur auxiliaire, a connu sa première utilisation opérationnelle pendant la guerre italo-turque. Le 10 avril 1912, il participa, avec les croiseurs cuirassés Carlo Alberto et Marco Polo, le croiseur auxiliaire similaire Città di Siracusa, le destroyer Fulmine et le torpilleur Alcione, à un bombardement de la ville de Zouara (centre de contrebande de matériel de guerre pour les troupes ottomanes), suivi d’un débarquement simulé par les vapeurs Sannio, Hercules et Toscana,.

### Première Guerre mondiale
Avec l’entrée de l’Italie dans la Première Guerre mondiale, le Città di Catania est à nouveau réquisitionné, armé de 4 canons de 120/47 mm et de deux canons de 47/40 mm et enregistré en tant que navire auxiliaire de l’État comme croiseur auxiliaire,. Le 24 mai 1915, le navire n’était pas encore prêt, mais il est rapidement entré en service.
Le 12 août 1915, le Città di Catania effectuait une croisière de blocus à l’est de Brindisi lorsque, vers midi, il a été visé par le sous-marin austro-hongrois U-3 avec une torpille. Évitant le projectile, le croiseur auxiliaire contre-attaqua et éperonna le sous-marin en immersion, mais ne parvint pas à le couler. La nuit suivante, le U-3 endommagé a été coulé par le destroyer français Bisson, qui avait quitté Brindisi avec les destroyers italiens Abba et Mosto pour traquer le sous-marin.
Dans l’après-midi du 6 décembre, le navire, sous le commandement du capitaine de frégate Sorrentino, quitta Tarente avec les explorateurs Quarto et Pepe, les mouilleurs de mines Minerva et Partenope et les destroyers Borea, Abba, Nievo et Nullo pour escorter jusqu’à Vlorë un convoi composé des transports de troupes Dante Alighieri, America, Indiana, Córdoba et du transport militaire Benghazi, avec 400 officiers, 6300 sous-officiers et soldats et 1200 chevaux à bord. Le convoi est arrivé à destination à 8 heures le 7 décembre.
Le 11 décembre 1915, le Città di Catania quitta à nouveau Tarente pour escorter à Vlora, avec les mouilleurs de mines Minerva et Partenope et 6 destroyers, un convoi composé des navires à vapeur Dante Alighieri, America, Cordova, Indiana et Valparaiso chargé de fournitures destinées aux troupes italiennes opérant en Albanie (5 000 hommes, 900 animaux, plus des chariots et des fournitures). Le convoi, après une navigation de nuit, est arrivé au port le 12 décembre.
Le 23 février 1916, le Città di Catania, sous le commandement du capitaine de frégate R. Guida, ainsi que le navire similaire Città di Siracusa et les destroyers Ardito, Irrequieto et Bersagliere, arrivèrent dans la baie de Durrës et commencèrent à bombarder avec leur artillerie les troupes austro-hongroises qui avançaient et étaient sur le point d’occuper le port albanais, en voie d’abandon par les Italiens. Le 26 février, le Città di Catania, avec le Libia, le Città di Siracusa, le Città di Sassari et les vieux béliers torpilleurs Puglia et Agordat, restant à l’ancre, bombarda également les positions ennemies à Capo Bianco, Rrashbull, à l’altitude 200, ainsi que les hauteurs environnantes, le barrage et la route de Tirana, également dans le cadre des opérations d’évacuation de Durrës.
Au milieu de l’année 1916, le Città di Catania est affecté au groupe de croiseurs auxiliaires de Brindisi, avec les navires Città di Cagliari, Città di Siracusa, Città di Sassari et Cittá di Messina.

### Entre-deux-guerres
À la fin de la Première Guerre mondiale, le navire a été rendu aux chemins de fer de l’État, reprenant son service régulier. Par la suite, il a été vendu à la Società Anonima di Navigazione Tirrenia,. En temps de paix, le Città di Catania était employé dans le service postal régulier.
En 1933, le navire participe, comme soutien, à la célèbre croisière aérienne dans l’Atlantique des hydravions d'Italo Balbo.

### Seconde Guerre mondiale
Avec le déclenchement de la Seconde Guerre mondiale, le navire n’a pas été réquisitionné ni enregistré comme navire auxiliaire de l’État, mais, tout en continuant son service civil, il a souvent été utilisé dans des missions de transport de troupes pour le compte du ministère de la Guerre (notamment entre mi-1942 et 1943) recevant également une peinture de camouflage.
Le 7 novembre 1941, le navire a été affrété par Tirrenia à la compagnie sœur Adriatica, qui l’a utilisé sur la route de Brindisi à Durrës jusqu’à sa perte.
À 5 h 33 le 3 août 1943, le Città di Catania quitta Durrës à destination de Brindisi avec 407 passagers civils et militaires et 105 membres d’équipage (tous civils) à bord. Quelques heures plus tard, le navire, qui était maintenant en vue de la côte des Pouilles, fut aperçu par le sous-marin britannique HMS Unruffled, qui lança sur lui deux torpilles. Elles atteignirent la cible à 10 h 45, frappant le Città di Catania à bâbord, au milieu du navire, et provoquant la rupture de la quille,. Brisé en deux, le vapeur coule en deux minutes à 8 milles marins du phare de Brindisi (à la position 40° 30' 30" N et 18° 04' 30" E), entraînant avec lui la moitié des personnes à bord,. En plus de la rapidité du naufrage, le grand nombre de victimes était dû au fait que de nombreux passagers étaient installés dans le salon central, juste à l’endroit où les torpilles ont frappé.
De nombreux navires plus petits (dont un bateau pilote, le remorqueur Galliano et quatre bateaux de pêche / dragueurs de mines auxiliaires) qui effectuaient des opérations de dragage au large de Brindisi sont rapidement arrivés sur les lieux, sauvant 200 passagers et 56 membres d’équipage. 49 membres d’équipage (dont le capitaine) et 207 passagers ont disparu avec le navire.